# Technetium-99m
Technetium-99m of 99mTc is een metastabiel nucleair isomeer van technetium-99, een radioactieve isotoop van technetium. De isotoop komt slechts sporadisch voor op Aarde.
Technetium-99m ontstaat onder meer bij het radioactief verval van molybdeen-99.

## Radioactief verval
Technetium-99m vervalt door een isomerische transitie tot de radio-isotoop technetium-99:
{\displaystyle {\ce {^{99m}_{43}Tc -> ^{99}_{43}Tc + \gamma}}}
De halveringstijd bedraagt ongeveer 6 uur. Technetium-99 zelf vervalt door β−-verval tot de stabiele isotoop ruthenium-99:
{\displaystyle {\ce {{^{99}_{43}Tc}->{^{99}_{44}Ru}+{e^{-}}+{\bar {\nu }}_{e}}}}
De halveringstijd bedraagt ongeveer 211.000 jaar. Bij dit verval wordt geen gammastraling uitgezonden.

## Toepassingen
Verbindingen van technetium-99m wordt gebruikt in de nucleaire geneeskunde als radioactieve tracer in het lichaam bij SPECT-scans. Het is hiervoor geschikt omdat het voldoende energetische gammastraling (141 keV) uitzendt. De korte fysische halveringstijd van ongeveer 6 uur maakt dat de patiënt slechts aan een beperkte hoeveelheid straling wordt blootgesteld. De uitgezonden gammastraling kan worden gedetecteerd met behulp van een gammacamera.
Technetium-99m wordt geproduceerd met behulp van een zogenaamde technetium-99m-generator, in wezen een chromatografisch kolom met aluminiumoxide. Als bron voor het nuclide wordt molybdeen-99 gebruikt onder de vorm van molybdaat (MoO42−). Molybdeen-99 zelf is een langerlevend isotoop (de halveringstijd bedraagt 66 uur) en is daarom geschikt om in situ technetium-99m te genereren. Bij het verval wordt het pertechnetaat-anion (TcO4−) gevormd, dat minder sterk adsorbeert op aluminiumoxide. Zodoende kan het van de kolom geëlueerd worden. Men spreekt ook wel van 'melken'. Hierbij wordt typisch natrium als tegenion gebruikt.
83Tc · 84Tc · 85Tc · 86Tc · 86mTc · 87Tc · 87mTc · 88Tc · 88mTc · 89Tc · 89mTc · 90Tc · 90mTc · 91Tc · 91mTc · 92Tc · 92mTc · 93Tc · 93m1Tc · 93m2Tc · 94Tc · 94mTc · 95Tc · 95mTc · 96Tc · 96mTc · 97Tc · 97mTc · 98Tc · 98mTc · 99Tc · 99mTc · 100Tc · 100m1Tc · 100m2Tc · 101Tc · 101mTc · 102Tc · 102mTc · 103Tc · 104Tc · 104m1Tc · 104m2Tc · 105Tc · 106Tc · 107Tc · 107mTc · 108Tc · 109Tc · 110Tc · 111Tc · 112Tc · 113Tc · 114Tc · 115Tc · 116Tc · 117Tc · 118Tc · 119Tc · 120Tc · 121Tc